# Acide deltique
L'acide deltique ou la dihydroxycyclopropénone est le composé organique de formule C3O(OH)2. Il peut être vu comme la cétone et le double alcool du cyclopropène. À température ambiante, c'est un solide blanc stable, soluble dans le diéthyl éther, qui se décompose (parfois de façon explosive) entre 140 °C et 180 °C et qui réagit lentement avec l'eau.
L'acide deltique est considéré comme un acide car ses groupes hydroxyles peuvent perdre leur proton (cation H+) à des pH beaucoup plus bas que la plupart des alcools (pKa1 =2,57, pKa2=6,03) produisant l'ion hydrogénodeltate, C3HO3− et le dianion deltate, C3O32−, qui est parfaitement symétrique.

## Synthèse
La synthèse de l'acide deltique a été faite pour la première fois en 1975 par David Eggerding et Robert West (en). Il était originellement obtenu par photolyse de l'ester squarate de bis(triméthylsilyle) qui par perte d'un de ses groupes carbonyles (CO) liés au cycle est transformé en deltate de triméthylsilyle. La décomposition de ce dernier dans le butanol produit l'acide deltique.
L'acide peut être aussi préparé par la réaction du squarate d'argent avec le chlorure de triméthylsilyle,.
En 2006, l'anion deltate a été obtenu par trimérisation directe de monoxyde de carbone, (CO) dans des conditions standards. Le monoxyde de carbone dissous dans le pentane réagit avec un complexe d'uranium et produit un anion deltate lié à deux atomes d'uranium.

## Sels
Les premiers sels de deltate (deltate de lithium et deltate de potassium) ont été décrits en 1976 aussi par David Eggerding et Robert West. Le deltate de lithium, Li2C3O3 est un solide blanc soluble dans l'eau. Comme les autres dianions cycliques de formule (CO)n2−, l'anion deltate a un caractère aromatique prononcé qui contribue à sa relative stabilité.